# وزارت دفاع ملی پرتغال
وزارت دفاع ملی پرتغال (پرتغالی: Ministério da Defesa Nacional) از وزارتخانه‌های دولت پرتغال است، که وظیفه پشتیبانی لجستیک و مدیریت نیروهای مسلح پرتغال را برعهده دارد.
وزارت دفاع مسئول تهیه و اجرای سیاست دفاع ملی، در محدوده اختیارات خود، همچنین تضمین و نظارت بر اداره نیروهای مسلح پرتغال می‌باشد.